# Ze is er niet
"Ze is er niet" is een single van de Zeeuwse band BLØF uit 2001. Het nummer is afkomstig van het album Watermakers.

## Tracklist
1. Ze is er niet 3:46
2. Watermakers (Akoestisch) 3:33

## Hitnoteringen

### Top 40
| "Ze is er niet" in de Nederlandse Top 40 -- binnen: 27-01-2001 | "Ze is er niet" in de Nederlandse Top 40 -- binnen: 27-01-2001 | "Ze is er niet" in de Nederlandse Top 40 -- binnen: 27-01-2001 |
| Week                                                           | 1                                                              | 2                                                              |
| -------------------------------------------------------------- | -------------------------------------------------------------- | -------------------------------------------------------------- |
| Nummer                                                         | 33                                                             | 38                                                             |

| "Ze is er niet" in de Nederlandse Single Top 100 -- binnen: 27-01-2001 | "Ze is er niet" in de Nederlandse Single Top 100 -- binnen: 27-01-2001 | "Ze is er niet" in de Nederlandse Single Top 100 -- binnen: 27-01-2001 | "Ze is er niet" in de Nederlandse Single Top 100 -- binnen: 27-01-2001 | "Ze is er niet" in de Nederlandse Single Top 100 -- binnen: 27-01-2001 |
| Week                                                                   | 1                                                                      | 2                                                                      | 3                                                                      | 4                                                                      |
| ---------------------------------------------------------------------- | ---------------------------------------------------------------------- | ---------------------------------------------------------------------- | ---------------------------------------------------------------------- | ---------------------------------------------------------------------- |
| Nummer                                                                 | 35                                                                     | 41                                                                     | 72                                                                     | 77                                                                     |